# Remo Freuler
Remo Freuler, né le 15 avril 1992 à Ennenda en Suisse, est un footballeur international suisse qui évolue au poste de milieu de terrain au Bologne FC.

## Carrière

### En club

#### FC Hinwill (2001-2005) et FC Winterthour (2005-2010)
Remo Feuler commence le football au FC Hinwil, puis au FC Winterthour avec qui il découvre la deuxième division suisse en 2010. 

#### Grasshopper Club Zurich (2010-2013)
Il rejoint le Grasshopper Club Zurich en juillet 2010. Évoluant prioritairement avec les espoirs du club zurichois, il joue douze matchs de championnat avec l’équipe première.  

#### Retour en prêt et transfert définitif au FC Winterthour (2012-2014)
Il est cependant prêté au FC Winterthour en février 2012. 
Au terme de son prêt, en juin 2013, il s’engage avec ce même club de Challenge League. Il restera jusqu'en février 2014.

#### FC Lucerne (2014-2016)
En février 2014, il rejoint cependant le FC Lucerne, où il devient petit à petit titulaire. Après 63 matchs de championnat disputés sous les couleurs du club de Suisse centrale.

#### Atalanta Bergame (2016-2022)
Il part pour l’Italie en signant avec l’Atalanta Bergame en janvier 2016. Il découvre ainsi la Serie A. Lors de la saison 2019-2020, perturbée par la pandémie de Covid-19, il parvient avec son équipe en quarts de finale de la Ligue des Champions (se jouant exceptionnellement sur un match unique en terrain neutre), passant même à quelques minutes du dernier carré, mais se trouve finalement éliminé par le Paris-Saint-Germain, futur finaliste.

#### Nottingham Forest (depuis 2022)
Le 14 août 2022 il est transféré à Nottingham Forest en Angleterre pour une durée de trois ans. Le montant de l'opération est de 9 M€.

### Équipe nationale
En novembre 2016, Remo Freuler est appelé pour la première fois avec l'équipe nationale de Suisse, en remplacement de Shani Tarashaj. Il connaît sa première sélection le 25 mars 2017 lors d’un match de qualification pour la Coupe du monde 2018 contre la Lettonie. 
Freuler est retenu par le sélectionneur Vladimir Petković dans la liste des 23 joueurs pour participer à la Coupe du monde 2018, qui se déroule en Russie. Il restera sur le banc tout au long de la compétition. La Suisse se hisse jusqu'en huitièmes de finale, où elle est battue par la Suède.
Trois ans plus tard, il est convoqué avec la Suisse pour disputer l'Euro 2020, les suisses iront jusqu'en quarts-de-finale éliminés par l'Espagne aux tirs au but.
Le 9 novembre 2022, il est sélectionné par Murat Yakın pour participer à la Coupe du monde 2022. Il sera l'un des milieux clé pour la Suisse dans cette compétition. Dans le 3ème match des phases des groupes face à la Serbie après avoir fait 2 erreurs, une perte de balle qui provoque l'égalisation d'Aleksandar Mitrovic et une intervention ratée qui se transforme en passe décisive pour Goran Vlaović. Freuler se rattrape en marquant une superbe reprise sur une incroyable remise en talonnade de Ruben Vargas. Ce sera le but de la victoire au terme d'un très grand match 3-2 pour la Suisse qui offre la qualification en 8ème de finale à cette dernière. La Suisse se fera ensuite éliminer par le Portugal 6-1 et terminera encore une fois son tournoi en huitième de finale.  
En juin 2024, il figure dans la liste de 26 joueurs appelés par Murat Yakın pour l'Euro 2024. Le 29 juin, lors du 1/8e de finale face à l'Italie, il inscrit son premier but dans la compétition. Les suisses s'imposent sur le score de 2-0 et se qualifient pour les 1/4 de finale.   

## Statistiques
| Saison                | Club                  | Championnat           | Championnat | Championnat | Coupe nationale | Coupe nationale | Coupe de la Ligue | Coupe de la Ligue | Compétition(s) continentale(s) | Compétition(s) continentale(s) | Compétition(s) continentale(s) | Suisse | Suisse | Total | Total |
| Saison                | Club                  | Division              | M.          | B.          | M.              | B.              | M.                | B.                | Comp.                          | M.                             | B.                             | M.     | B.     | M.    | B.    |
| 2009-2010             | FC Winterthour        | Challenge League      | 2           | 0           | -               | -               | -                 | -                 | -                              | -                              | -                              | -      | -      | 2     | 0     |
| 2010-2011             | Grasshoppers U21      | 1re ligue             | 19          | 7           | -               | -               | -                 | -                 | -                              | -                              | -                              | -      | -      | 19    | 7     |
| 2010-2011             | Grasshoppers          | Super League          | 5           | 1           | 2               | 1               | -                 | -                 | -                              | -                              | -                              | -      | -      | 7     | 2     |
| 2011-2012             | Grasshoppers U21      | 1re ligue             | 5           | 1           | -               | -               | -                 | -                 | -                              | -                              | -                              | -      | -      | 5     | 1     |
| 2011-2012             | Grasshoppers          | Super League          | 7           | 0           | 2               | 1               | -                 | -                 | -                              | -                              | -                              | -      | -      | 9     | 1     |
| Sous-total            | Sous-total            | Sous-total            | 36          | 9           | 4               | 2               | 0                 | 0                 | -                              | 0                              | 0                              | 0      | 0      | 40    | 11    |
| 2011-2012             | FC Winterthour (prêt) | Challenge League      | 14          | 2           | 1               | 0               | -                 | -                 | -                              | -                              | -                              | -      | -      | 15    | 2     |
| 2012-2013             | FC Winterthour (prêt) | Challenge League      | 35          | 3           | 2               | 1               | -                 | -                 | -                              | -                              | -                              | -      | -      | 37    | 4     |
| 2013-2014             | FC Winterthour        | Challenge League      | 21          | 3           | 1               | 0               | -                 | -                 | -                              | -                              | -                              | -      | -      | 22    | 3     |
| Sous-total            | Sous-total            | Sous-total            | 70          | 8           | 4               | 1               | 0                 | 0                 | -                              | 0                              | 0                              | 0      | 0      | 74    | 9     |
| 2013-2014             | FC Lucerne            | Super League          | 12          | 1           | 1               | 0               | -                 | -                 | -                              | -                              | -                              | -      | -      | 13    | 1     |
| 2014-2015             | FC Lucerne            | Super League          | 33          | 7           | 3               | 0               | -                 | -                 | C3                             | 2                              | 0                              | -      | -      | 38    | 7     |
| 2015-2016             | FC Lucerne            | Super League          | 18          | 1           | 4               | 0               | -                 | -                 | -                              | -                              | -                              | -      | -      | 22    | 1     |
| Sous-total            | Sous-total            | Sous-total            | 63          | 9           | 8               | 0               | 0                 | 0                 | -                              | 2                              | 0                              | 0      | 0      | 73    | 9     |
| 2015-2016             | Atalanta Bergame      | Série A               | 6           | 1           | -               | -               | -                 | -                 | -                              | -                              | -                              | -      | -      | 6     | 1     |
| 2016-2017             | Atalanta Bergame      | Série A               | 33          | 5           | 2               | 0               | -                 | -                 | -                              | -                              | -                              | 3      | 0      | 38    | 5     |
| 2017-2018             | Atalanta Bergame      | Série A               | 35          | 5           | 3               | 0               | -                 | -                 | C3                             | 8                              | 1                              | 9      | 0      | 55    | 6     |
| 2018-2019             | Atalanta Bergame      | Série A               | 35          | 2           | 4               | 0               | -                 | -                 | C3                             | 5                              | 0                              | 8      | 1      | 52    | 3     |
| 2019-2020             | Atalanta Bergame      | Série A               | 31          | 2           | 1               | 0               | -                 | -                 | C1                             | 8                              | 1                              | 3      | 0      | 43    | 3     |
| 2020-2021             | Atalanta Bergame      | Série A               | 33          | 2           | 5               | 0               | -                 | -                 | C1                             | 7                              | 0                              | 12     | 2      | 57    | 4     |
| 2021-2022             | Atalanta Bergame      | Série A               | 27          | 1           | 2               | 0               | -                 | -                 | C1+C3                          | 6+6                            | 1                              | 12     | 1      | 53    | 3     |
| Sous-total            | Sous-total            | Sous-total            | 200         | 18          | 17              | 0               | 0                 | 0                 | -                              | 40                             | 3                              | 46     | 4      | 303   | 25    |
| 2022-2023             | Nottingham Forest     | Premier League        | 28          | 0           | -               | -               | 5                 | 0                 | -                              | -                              | -                              | 11     | 2      | 44    | 2     |
| 2023-2024             | Bologne FC (prêt)     | Série A               | 32          | 1           | 2               | 0               | -                 | -                 | -                              | -                              | -                              | 14     | 5      | 48    | 6     |
| 2023-2024             | Bologne FC            | Série A               | 37          | 1           | 5               | 0               | -                 | -                 | C1                             | 7                              | 0                              | 8      | 1      | 57    | 2     |
| Sous-total            | Sous-total            | Sous-total            | 69          | 2           | 7               | 0               | 0                 | 0                 | -                              | 7                              | 0                              | 22     | 6      | 105   | 8     |
| Total sur la carrière | Total sur la carrière | Total sur la carrière | 468         | 46          | 40              | 3               | 5                 | 0                 | -                              | 49                             | 3                              | 79     | 11     | 641   | 63    |

### Buts internationaux
| Buts en sélection de Remo Freuler | Buts en sélection de Remo Freuler | Buts en sélection de Remo Freuler       | Buts en sélection de Remo Freuler | Buts en sélection de Remo Freuler | Buts en sélection de Remo Freuler | Buts en sélection de Remo Freuler |
|                                   | Date                              | Lieu                                    | Adversaire                        | Score                             | Résultat                          | Compétition                       |
| --------------------------------- | --------------------------------- | --------------------------------------- | --------------------------------- | --------------------------------- | --------------------------------- | --------------------------------- |
| 1.                                | 26 mars 2019                      | Parc Saint-Jacques, Bâle, Suisse        | Danemark                          | 1 - 0                             | 3 - 3                             | Éliminatoires Euro 2020           |
| 2.                                | 13 octobre 2020                   | RheinEnergieStadion, Cologne, Allemagne | Allemagne                         | 2 - 0                             | 3 - 3                             | Ligue des Nations                 |
| 3.                                | 14 octobre 2020                   | Parc Saint-Jacques, Bâle, Suisse        | Espagne                           | 1 - 0                             | 1 - 1                             | Ligue des Nations                 |
| 4.                                | 15 novembre 2021                  | Swissporarena, Lucerne, Suisse          | Bulgarie                          | 4 - 0                             | 4 - 0                             | Éliminatoires Coupe du monde 2022 |
| 5.                                | 27 novembre 2022                  | Kybunpark, Saint-Gall, Suisse           | Tchéquie                          | 1 - 0                             | 2 - 1                             | Ligue des Nations                 |
| 6.                                | 2 décembre 2022                   | Stade 974, Doha, Qatar                  | Serbie                            | 3 - 2                             | 3 - 2                             | Coupe du monde 2022               |

## Palmarès

### En club
Bologne FC
- Coupe d'Italie (1) :
  - Vainqueur en 2025[10]’[11]